# Physics Today
A Physics Today amerikai tudományos folyóirat. 1948-ban adták ki az első számát és azóta havonta jelenik meg. Az internet elterjedése óta van online kiadása is: Physics Today Online. A kiadvány a American Institute of Physics (Amerikai Fizikusok Intézete) lapja és csak fizikai társaságok tagjai kapják meg. USA szerte 12 fizikai társaság működik és ezek közül az egyik az American Institute of Physics. Az elmúlt több mint 60 évben sok híres fizikus is publikált a kiadványban, mint például Albert Einstein, Niels Bohr és Richard Feynman.
A lap szigorúan korszerű tudományos tartalmú, de nem egy kimondott tudós kiadvány abban az értelemben, hogy nem kizárólagosan elsődleges célja a legújabb eredmények publikálása, inkább egy hibrid magazin, amely informálja az olvasót a fontos fejlődésekről szakértők által írott áttekintő cikkekben, valamint – a szerkesztők által összeállított - rövidebb recenziókkal, valamint a közelmúltban megjelent cikkekkel kapcsolatos vitákkal. Ez a periodika a tudományos közösség számára fontos eseményeket is közöl, mint például a tudománypolitika.
A fizikus társadalom fő kiadványa, ahol a legújabb eredményeket publikálják, az American Physical Society (Amerikai Fizikusok Társasága) által kiadott Physical Review és a American Institute of Physics (Amerikai Fizikusok Intézete) által kiadott Applied Physics Letters.
A magazin egyben egy történeti forrása is a fizikához köthető eseményeknek, mint például az 1980-as évek Star Wars program (Csillagháborús program) és a fizika állapota Kínában és a Szovjetunióban az 1950-es és 70-es években.
A Physics Today Online a magazin digitális kiadása, amely ráadásul kiterjeszti a magazin tartalmát a cikkekhez kapcsolódó linkekkel a weben. Ez a portál egy online kutatói központként is működik, ahol kapcsolatba kerülhetnek a növekvő számú online publikációk és archívumok, mint például a Scitation és az arXiv.

## Fordítás
Ez a szócikk részben vagy egészben  a   Physics Today című angol Wikipédia-szócikk fordításán alapul.  Az eredeti cikk szerkesztőit annak laptörténete sorolja fel. Ez a jelzés csupán a megfogalmazás eredetét és a szerzői jogokat jelzi, nem szolgál a cikkben szereplő információk forrásmegjelöléseként.